# Sybra subrotundipennis
Sybra subrotundipennis là một loài bọ cánh cứng trong họ Cerambycidae.